# Stan Anderson
Stanley Anderson (Horden, 1933. február 27. – 2018. június 10.) angol válogatott labdarúgó, edző.
Az angol válogatott tagjaként részt vett az 1962-es világbajnokságon.

## Sikerei, díjai
Newcastle
- Angol másodosztály (1): 1964–65